# Äggsmör
Äggsmör är en blandning av hackat hårdkokt ägg, smör och salt. Inom det finländska köket är äggsmör ett vanligt tillbehör till karelska piroger. Det kan också serveras som pålägg på bröd, som rieska. Inom det estniska köket är äggsmör och mörkt rågbröd en traditionell del av påskens mat.